# Michael Ohoven

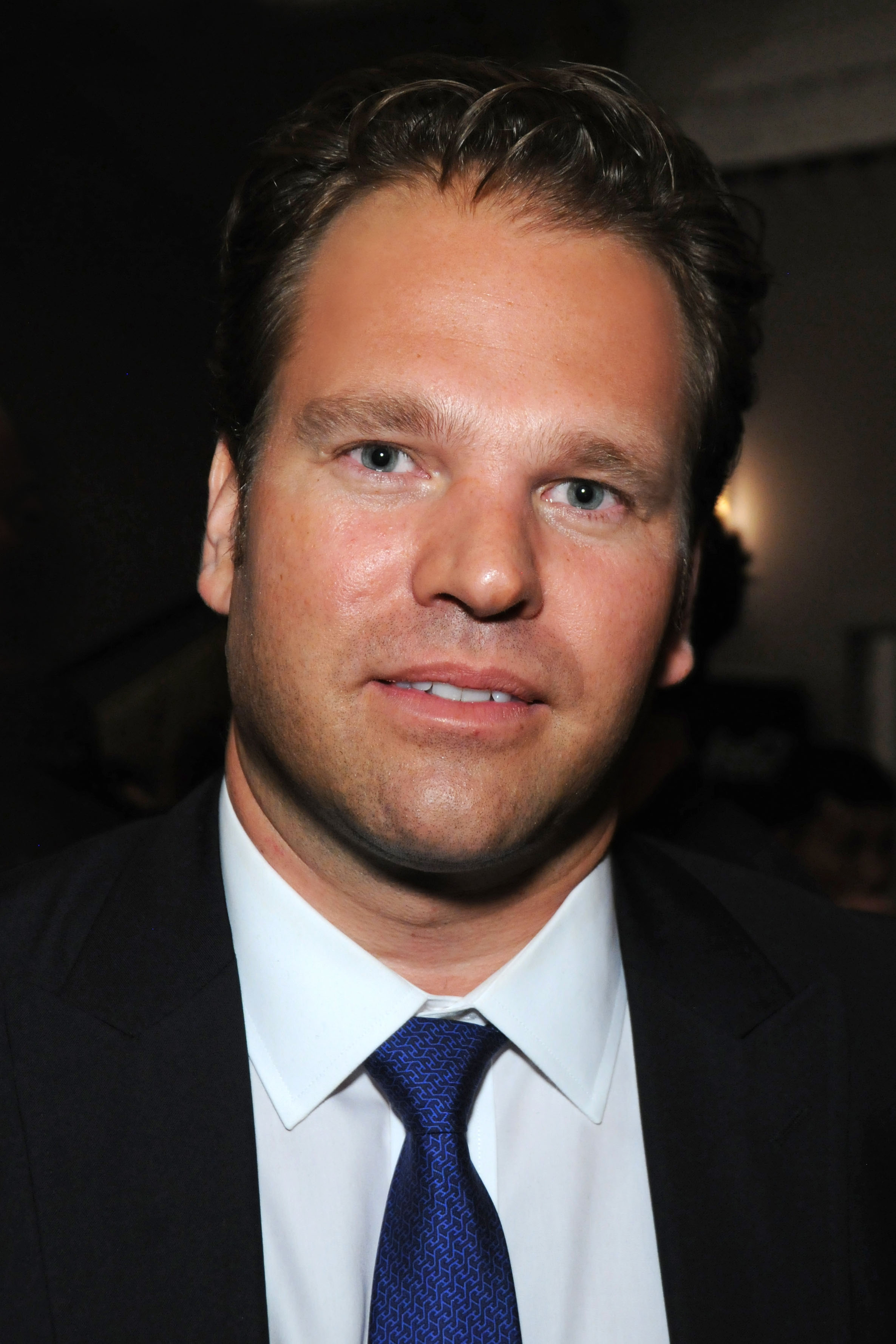
Michael Ohoven (2014)

Michael Ohoven (* 30. August 1974 in Düsseldorf) ist ein deutscher Filmproduzent. 2006 wurde er für seine Arbeit an dem Film Capote für einen Oscar nominiert.

## Leben
Ohoven wurde 1974 als Sohn des Bankkaufmanns Mario Ohoven und der UNESCO-Sonderbotschafterin Ute-Henriette Ohoven geboren; Chiara Ohoven ist seine jüngere Schwester. Nach dem Abitur und einer Lehre bei der Commerzbank studierte er Betriebswirtschaftslehre an der Universität Köln. Bereits während seines Studiums stieg Ohoven 1997 unter Helmut Thoma bei RTL ein. 2000 gründete er die Produktionsfirma Infinity Media, mit der er zahlreiche Projekte verwirklichen konnte.
Zu den bekanntesten Filmen, an denen Ohoven mitwirkte, gehören Evelyn mit Pierce Brosnan, Quicksand – Gefangen im Treibsand oder Der menschliche Makel mit Anthony Hopkins und Nicole Kidman in den Hauptrollen.
Für den Film Capote von Regisseur Bennett Miller, für den Philip Seymour Hoffman einen Oscar als bester Hauptdarsteller gewann, wurde Ohoven bei der Oscarverleihung 2006 gemeinsam mit William Vince und Caroline Baron ebenfalls für einen Oscar in der Kategorie Bester Film nominiert. Weitere Nominierungen erhielt Ohoven für diesen Film bei den BAFTA Awards, den Independent Spirit Awards und den PGA Awards. Bei den Leo Awards gewann Capote den Preis als beste Produktion in der Kategorie Drama.
Michael Ohoven ist mit der puerto-ricanischen Schauspielerin Joyce Giraud verheiratet. Sie sind Eltern von zwei Söhnen.

## Filmografie (Auswahl)
Als Filmproduzent
- 2002: Dead Heat – Tödliches Rennen (Dead Heat)
- 2002: Evelyn
- 2003: Confidence
- 2004: Saved! – Die Highschool-Missionarinnen (Saved!)
- 2005: The Devil’s Rejects
- 2005: The Cave
- 2005: Newcomer – Tausche Ruhm gegen Liebe (Undiscovered)
- 2005: Capote
- 2005: Ripley Under Ground
- 2005: Wild X-Mas (Just Friends)
- 2007: Pride
- 2010: Operation: Endgame
- 2013: The Door
- 2017: Jeepers Creepers 3
- 2018: Back Roads
- 2022: Jeepers Creepers: Reborn

Als Executive Producer
- 2001: Der Pechvogel (According to Spencer)
- 2002: Liberty Stands Still
- 2003: Quicksand – Gefangen im Treibsand (Quicksand)
- 2003: Der menschliche Makel (The Human Stain)
- 2003: The Snow Walker – Wettlauf mit dem Tod (The Snow Walker)
- 2004: The Final Cut – Dein Tod ist erst der Anfang (The Final Cut)
- 2006: The Woods
- 2006: Bug
- 2009: Push